# کازاله مونفراتو
کازاله مونفراتو (به ایتالیایی: Casale Monferrato) یک کومونه در ایتالیا است که در استان آلساندریا واقع شده‌است.

## خصوصیات
کازاله مونفراتو ۸۶٫۳۲ کیلومترمربع مساحت و ۳۶٬۰۵۸ نفر جمعیت دارد و ۱۱۶ متر بالاتر از سطح دریا واقع شده‌است.

## خواهرخوانده
شهرهای پسکارا، ترناوا، واین‌اشتات، جیروکاستر (آلبانی) و منتووا خواهرخوانده‌های کازاله مونفراتو هستند.

## نگارخانه

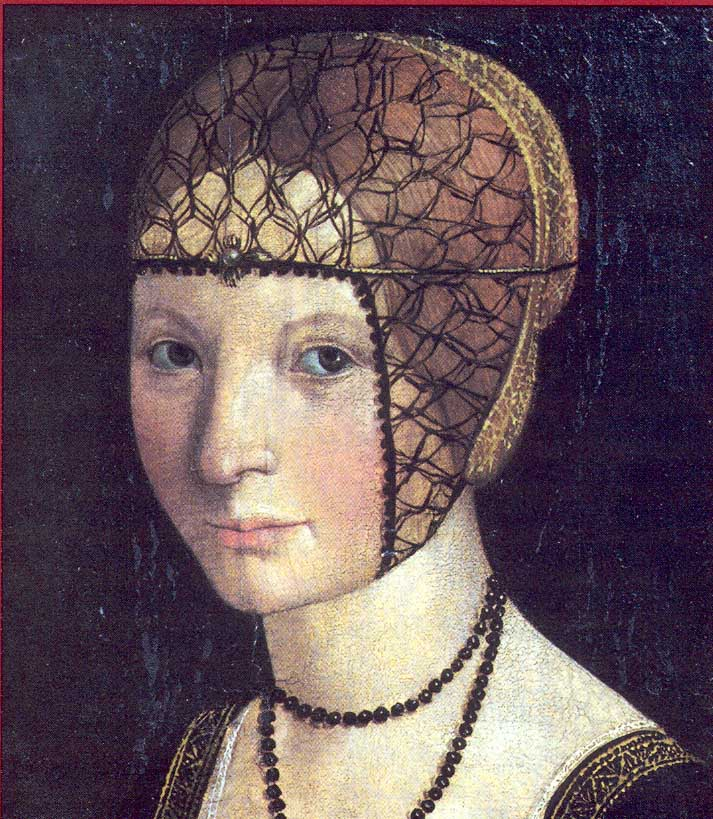
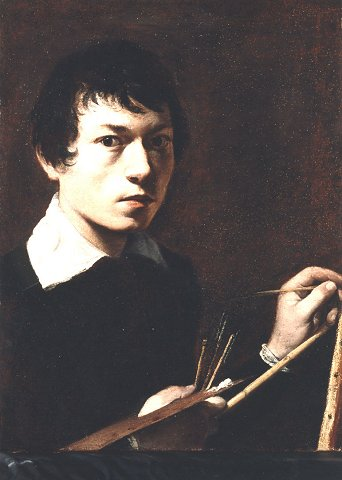
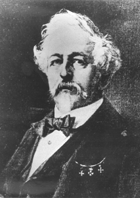
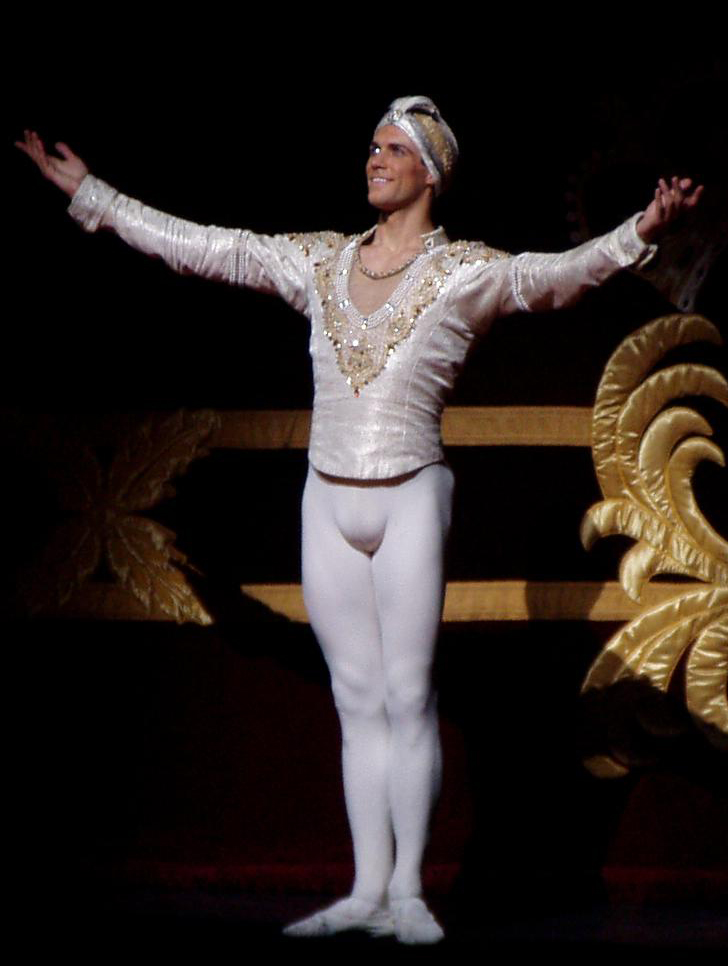